# ورزشگاه توفیق سیری گور
ورزشگاه توفیق سیری گور (به ترکی استانبولی: Tevfik Sırrı Gür Stadyumu) یک ورزشگاه فوتبال که در شهر مرسین و در حاشیه دریای مدیترانه به سال ۱۹۵۸ با گنجایش ۱۱٬۰۲۴ بنا شده‌است.
در حال حاضر بازی‌های خانگی باشگاه فوتبال مرسین در این ورزشگاه برگزار می‌شود.